# ناوچه کلاس اسپورا
ناوچه کلاس اسپورا (به انگلیسی: Espora-class corvette) یک کلاس از کشتی است که طول آن ۹۱٫۲ متر (۲۹۹ فوت) می‌باشد.